# Maxillaria densa
Maxillaria densa Lindl. 1836, es una especie de orquídea epífita, originaria de América.

## Descripción
Es una especie de orquídea de tamaño mediano, que prefiere clima caliente a frío, es epífita o litófita con un rizoma que se ha alargado congestionado o extendido, con pseudobulbos oblongo-elípticos a ovado-oblongos envueltos por 2  vainas y una sola hoja apical, única, lineal-oblonga  que florece en el invierno y la primavera en una corta y única inflorescencia con fragantes flores de 2 cm de longitud que surgen de un maduro pseudobulbo,  se producen en grupos.

## Distribución y hábitat
Encontrado en México, Belice, El Salvador, Guatemala, Honduras y Nicaragua, así como Colombia , epifitas en los árboles en bosques húmedos en elevaciones más bajas y los bosques de nubes, o como terrestres en los bosques de pino en elevaciones de hasta a 2500 metros. 

## Sinonimia
- Ornithidium densum (Lindl.) Rchb.f. 1855;
- Maxillaria glomerata Gal. 1840[1]